# Championnat d'Égypte de football 1994-1995
Navigation
Saison précédente Saison suivante
La saison 1994-1995 du Championnat d'Égypte de football est la 38e édition du championnat de première division égyptien. Quatorze clubs égyptiens prennent part au championnat organisé par la fédération. Les équipes sont regroupées au sein d'une poule unique où elles rencontrent leurs adversaires deux fois, à domicile et à l'extérieur. À l'issue du championnat, pour faire passer le championnat de 14 à 16 équipes, les deux derniers du classement sont relégués et remplacés par les quatre meilleures équipes de D2.
C'est le club d'Al Ahly SC, tenant du titre, qui remporte la compétition, après avoir terminé en tête du classement final, avec huit points d'avance sur le Zamalek SC et quinze sur l'Ismaily SC. C'est le 24e titre de champion d'Égypte de l'histoire du club.

## Les clubs participants
| - Al Ahly SC - Zamalek SC - Ittihad Alexandrie - Ismaily SC - Al Olympi - Suez El-Riyadi - Promu de D2 - Assouan SC - Promu de D2 | - Al-Moqaouloun - Al Ittihad Othman - Promu de D2 - Al-Qanat - Gomhuriat Shebin - Al-Masry Club - Ghazl El Mahallah - Baladiyyat El Mahallah |

## Compétition

### Classement
Le classement est établi sur le barème de points classique (victoire à 3 points, match nul à 1, défaite à 0).
| Rang | Équipe                 | Pts | J  | G  | N  | P  | Bp | Bc | Diff |
| ---- | ---------------------- | --- | -- | -- | -- | -- | -- | -- | ---- |
| 1    | Al Ahly SC T           | 58  | 26 | 17 | 7  | 2  | 38 | 13 | +25  |
| 2    | Zamalek SC             | 50  | 26 | 13 | 11 | 2  | 29 | 11 | +18  |
| 3    | Ismaily SC             | 43  | 26 | 11 | 10 | 5  | 31 | 20 | +11  |
| 4    | Ittihad Alexandrie     | 39  | 26 | 9  | 12 | 5  | 30 | 21 | +9   |
| 5    | Al-Moqaouloun C        | 34  | 26 | 7  | 13 | 6  | 17 | 15 | +2   |
| 6    | Suez El-Riyadi P       | 32  | 26 | 7  | 11 | 8  | 14 | 23 | -9   |
| 7    | Al Olympi              | 31  | 26 | 7  | 10 | 9  | 25 | 29 | -4   |
| 8    | Baladiyyat El Mahallah | 30  | 26 | 6  | 12 | 8  | 23 | 24 | -1   |
| 9    | Gomhuriat Shebin       | 30  | 26 | 6  | 12 | 8  | 19 | 22 | -3   |
| 10   | Al-Masry Club          | 29  | 26 | 7  | 8  | 11 | 23 | 31 | -8   |
| 11   | Ghazl El Mahallah      | 26  | 26 | 5  | 11 | 10 | 17 | 24 | -7   |
| 12   | Al-Qanat               | 25  | 26 | 5  | 10 | 11 | 19 | 24 | -5   |
| 13   | Assouan SC P           | 23  | 26 | 6  | 5  | 15 | 18 | 32 | -14  |
| 14   | Al Ittihad Othman P    | 22  | 26 | 3  | 13 | 10 | 19 | 33 | -14  |

| Légende : Qualifications et relégations | Légende : Qualifications et relégations                                |
| --------------------------------------- | ---------------------------------------------------------------------- |
|                                         | Champion d'Égypte 1994-1995                                            |
|                                         | Qualification pour la Coupe d'Afrique des clubs champions 1996         |
|                                         | Qualification pour la Coupe des coupes 1996                            |
|                                         | Relégation directe en deuxième division                                |
|                                         | T : Tenant du titre C : Vainqueur de la Coupe d'Égypte P : Promu de D2 |

## Bilan de la saison
| Championnat d'Égypte de football 1994-1995 |                            |
| Champion                                   | Al Ahly SC (24e titre)     |
| Coupes et trophées                         |                            |
| Vainqueur de la Coupe d'Égypte 1994-1995   | Al-Moqaouloun              |
| Qualifications continentales               |                            |
| Coupe d'Afrique des clubs champions 1996   | Zamalek SC                 |
| Coupe des coupes 1996                      | Al-Moqaouloun              |
| Promotions et relégations                  |                            |
| Promus en Egyptian Premier League          | Aluminium Nag Hammadi      |
| Promus en Egyptian Premier League          | Domiyat Club               |
| Promus en Egyptian Premier League          | Tersana SC                 |
| Promus en Egyptian Premier League          | Al Mansourah Sporting Club |
| Relégués en Egyptian Second League         | Assouan SC                 |
| Relégués en Egyptian Second League         | Al Ittihad Othman          |